# 1-я армия (Венгрия)
1-я армия Венгрии (венг. 1. magyar hadsereg Ellenőrzött lap) — войсковое объединение армии Венгрии. Основана 1 марта 1940 года. Принимала активное участие во Второй мировой войне.

## История формирования
1-я венгерская армия, награждённая орденом Хубы, была сформирована 1 марта 1940 года.
В 1944 году сражалась с советскими войсками в Закарпатье (Карпатско-Ужгородская операция).